# Rectocephala exotica
Rectocephala exotica är en plattmaskart som beskrevs av Libbie Henrietta Hyman 1953. Rectocephala exotica ingår i släktet Rectocephala och familjen Dendrocoelidae. Inga underarter finns listade i Catalogue of Life.